# Charaxes peridoneus
Charaxes peridoneus är en fjärilsart som beskrevs av Hans Fruhstorfer 1914. Charaxes peridoneus ingår i släktet Charaxes och familjen praktfjärilar. Inga underarter finns listade i Catalogue of Life.